# Hasan (rapper)
Hasan, pseudonimo di Josef Andreas (Tábor, 6 maggio 1997), è un rapper ceco.

## Biografia
Notato dal connazionale Yzomandias che gli ha offerto un contratto discografico con la Milion+, la pubblicazione del primo album in studio di Hasan, intitolato Oceán, risale al 2016. Circa tre anni dopo ha presentato il suo secondo disco eponimo, che ha debuttato al vertice della CZ Albums e in 3ª posizione nella SK Albums, oltre a prendere parte come artista ospite alla hit Až na měsíc di Viktor Sheen, classificatasi in testa alla graduatoria ceca e in 3ª posizione in quella slovacca.
Prototyp, il suo terzo LP, ha fatto la propria entrata in 2ª posizione in Cechia, mentre in Slovacchia si è assicurato il 15º posto della relativa lista.

## Discografia

### Album in studio
- 2016 – Oceán
- 2019 – Hasan
- 2020 – Prototyp
- 2022 – Album, co mi změnilo život
- 2023 – Space
- 2024 – Ve špatný čas na správným místě (con Blako)

### EP
- 2017 – Loft
- 2021 – Echo
- 2024 – Burnout (con Kyle Junior)

### Singoli
- 2016 – Cherry Vanilla Blunt
- 2019 – Když zavřu oči
- 2019 – Midnight (feat. Calin)
- 2020 – Nemáme čas nenávidět
- 2022 – Nemůžu tě soudit (feat. Saul)
- 2022 – Nejlepší stav
- 2022 – Pod DRN (con Nik Tendo e Calin)
- 2022 – Freestyle (con Blako)
- 2023 – Vzkaz (con Fiedlerski)
- 2023 – Ceresne na top (con Wen)
- 2023 – Ticho (con Karlo e Koky)
- 2023 – What You Wanted (con Eddie Fresco)
- 2024 – Divný sny
- 2024 – Chupito (con Mess)
- 2024 – Poslední rok (con Loudz1)
- 2025 – Z mesta do mesta (con Porsche Boy)
- 2025 – Ready/10 minut